# NHS England
NHS England è un ente pubblico esecutivo non dipartimentale del Dipartimento della salute e dell'assistenza sociale. Supervisiona il budget, la pianificazione, la consegna e il funzionamento quotidiano della messa in servizio del National Health Service in Inghilterra come stabilito nell'Health and Social Care Act 2012.  Stipula direttamente i contratti con i medici di base dell'SSN, i dentisti e alcuni servizi specialistici. Il Segretario di Stato pubblica ogni anno un documento noto come "NHS mandate" che specifica gli obiettivi che il Consiglio dovrebbe cercare di raggiungere. Il Regolamento del National Health Service (Requisiti del NHS mandate) viene pubblicato ogni anno per dare valore legale al mandato.
NHS England è stato formalmente istituito il 1º aprile 2013, a seguito della chiusura delle autorità sanitarie locali e regionali in Inghilterra.
NHS England impiega circa 6.500 dipendenti in 50 siti in tutta l'Inghilterra. La maggior parte del suo personale ha lavorato in precedenza per i trust di cure primarie dismessi e le autorità sanitarie strategiche.
Nel 2018 è stato annunciato che l'organizzazione, pur mantenendo la sua indipendenza statutaria, sarebbe stata fusa con NHS Improvement e sarebbero stati costituiti congiuntamente sette "team regionali integrati unici".